# Спираль (фильм, 2014)
«Спираль» — российский художественный фильм-экшн 2014 года.
В фильм должны были входить множество эпизодов с уникальными трюками, среди которых — старт парашютистов с пикапов на полном ходу, а также спуск через стеклянную башню Фольксваген Центра Варшавка. Трюк со стартом на полном ходу не вошёл в финальный монтаж, однако сохранилось видео с репетиций трюка.

## Сюжет
Подающий надежды молодой программист из Новосибирска Алексей приезжает в Москву с целью получить желанную высокооплачиваемую работу в крупной компании и самореализоваться. Как один из вариантов попадания в «тусовку», Алексей использует членство в полулегальном элитном клубе любителей экстремальных игр под названием «Спираль». Алексей выигрывает одну игру за другой, обставляя бывшего фаворита клуба Станислава, и в конечном счете уводит у него девушку Катю.

## В ролях
| Актёр              | Роль             |
| ------------------ | ---------------- |
| Анатолий Руденко   | Алекс            |
| Константин Крюков  | Стас             |
| Клариса Барская    | Катя             |
| Вениамин Смехов    | Якоб Арнольдович |
| Юлия Паршута       | Света            |
| Один Байрон        | помощник Якоба   |
| Александр Яцко     | Борис            |
| Никита Высоцкий    | Леонид           |
| Константин Глушков | Виктор           |
| Владимир Стержаков | Михаил           |
| Марина Куделинская | следователь      |
| Рената Пиотровски  | менеджер игры    |
| Георгий Детков     | игрок            |